# Erika Lust
Erika Lust (Estocolmo, 1977), nombre artístico de Erika Hallqvist, es una directora de cine para adultos sueca, guionista y productora independiente. Lust ha sido una pionera en el movimiento de la pornografía feminista. Ha escrito varios libros, entre ellos la novela erótica La canción de Nora (2013). Actualmente vive y trabaja en la ciudad de Barcelona (España).
En el año 2012 su película Cabaret Desire le ganó su primer Feminist Porn Award en la categoría Película del Año. También fue premiada con el Premio del Público del Cinekink como Mejor Película Narrativa. Las dos primeras compilaciones de la serie XConfessions fueron premiadas como Hottest Straight Vignette en los Feminist Porn Awards en ambos el 2014 y 2015. En el 2015, una versión teatral de XConfessions fue proyectada en el Festival de Cine Internacional de Chicago y en el Raindance Film Festival en Londres. Su éxito continuó en el 2016 con dos proyecciones de la versión teatral de XConfessions agotadas en el Babylon en Berlín. Además, ganó el premio de Mejor Cortometraje Narrativo en los Cinekink Awards para su cortometraje An Appointment with My Master.

## Biografía
Lust nació con el nombre de Erika Hallqvist en Estocolmo en el año 1977. Pronto cultivó un interés por el cine y el teatro. 
Estudió Ciencias Políticas en la Universidad de Lund y se especializó en Derechos Humanos y Feminismo. En esta época tuvo su primer encuentro con la obra de Linda Williams, concretamente su ensayo de 1989 Hard Core: Power, Pleasure, and the Frenzy of the Visible, que influiría fuertemente en su discurso como cineasta. También cita la película El amante, de Jean Jacques Annaud, como una gran fuente de inspiración. Después de su graduación en el año 2000 decidió trasladarse a Barcelona (España). Allí trabajó en diferentes proyectos audiovisuales mientras estudiaba cursos de cine.

## Carrera
Lust estrenó su primera película, el cortometraje explícito The Good Girl en el año 2004. El cortometraje fue publicado gratuitamente en línea y tuvo más de 2 millones de descargas el primer mes. Además, fue proyectado en el Festival Internacional de Cine Erótico de Barcelona el año siguiente y le ganó su primer premio Ninfa. 
Tras este éxito, Lust fundó su propia productora audiovisual, Lust Films, en el año 2005. La compañía ha producido cortometrajes de manera continua desde entonces. Una de sus primeras producciones, la analogía Cinco historias para ellas, fue galardonada con varios premios internacionales en el año 2007. Desde entonces, Erika Lust ha sido una cara familiar en la mayoría de festivales de cines de contenido adulto. 
Las películas de Erika Lust se caracterizan por una selección muy cuidada de actores y unos estándares de producción inusuales en el mundo de cine para adultos. Lust considera que el cine pornográfico puede ser un instrumento educativo además de placentero, y que puede ayudar a conocer mejor la sexualidad, vivir más libres y explorar los deseos de manera más natural. También espera poder cambiar la percepción de género y los papeles sexuales estereotipados a través de su trabajo. Opina que la pornografía es «el discurso más importante en cuanto a género y sexualidad».
En el año 2010 lanzó un cine erótico en línea llamado Lust Cinema, donde se exhiben películas de otros autores de la nueva ola del cine explícito. 
Erika Lust empezó el primer proyecto de cine erótico creado colectivamente, llamado XConfessions, en el año 2013. Cada mes se estrenan dos cortometrajes dirigidos por Erika y basados en las confesiones anónimas recibidas en la página. Se ha convertido en su proyecto y fuente de trabajo principal en los últimos años. 
Lust también maneja una tienda en línea que ofrece sus libros y películas además de juguetes de sexo y otros productos eróticos. Su compañía Lust Productos tiene más de 15 empleados, y mantiene un blog donde comparte su opinión sobre temas como el feminismo, el impacto de la pornografía en la sociedad y la sexualidad femenina. Ha publicado varios libros sobre el erotismo y la sexualidad. Su libro Good Porn fue publicado en el año 2009 por Seal Press. El libro ha sido traducido a 8 idiomas y sigue siendo una de las obras de referencia en el mundo de la pornografía ética.
En diciembre del 2014, Erika Lust fue invitada a hacer una TED-talk en TEDxVienna. En la charla, titulada «Ya es tiempo de que el porno cambie», Lust incita a que las personas se cuestionen el estado actual de la pornografía, sus mensajes y su papel como educador sexual. Su TED-talk fue el comienzo de su campaña #changeporn, una campaña en línea dirigida a desafiar y cambiar la norma del porno. La charla ha tenido más de 900.000 visualizaciónes en YouTube.

## XConfessions
Actualmente, Lust produce cortometrajes de cine para adultos creados colectivamente. Los espectadores pueden dejar confesiones anónimas en la web del proyecto y cada mes Lust escoge dos de las historias para convertirlas en cortometrajes. El proyecto fue presentado en el Festival de Porno de Berlín en 2014 y en el 2015 una versión teatral fue proyectada, junto con una charla de Lust, en el Raindance Film Festival en Londres y en el Festival de Cine Internacional de Chicago. En 2016 Lust tuvo dos proyecciones agotadas de XConfessions en Babylon en Berlín y ganó el premio de Mejor Corto Narrativo en el Cinekink Awards de Nueva York por su corto de BDSM An Appointment with My Master.

## Filmografía seleccionada

### Largometrajes
- 2008: Barcelona Sex Project
- 2010: Life Love Lust
- 2012: Cabaret Desire

### Compilaciones de cortometrajes
- 2007: Cinco historias para ella incl. Something about Nadia
- 2013: XConfessions vol. 1
- 2014: XConfessions vol. 2 incl. The Art of Spanking
- 2014: XConfessions vol. 3
- 2015: XConfessions vol. 4
- 2015: XConfessions vol. 5
- 2016: XConfessions vol. 6
- 2016: XConfessions vol. 7
- 2016: XConfessions vol. 8
- 2017: XConfessions vol. 9
- 2017: XConfessions vol. 10
- 2017: XConfessions vol. 11
- 2018: XConfessions vol. 12
- 2018: XConfessions vol. 13
- 2018: XConfessions vol. 14
- 2018: XConfessions vol. 15
- 2018: XConfessions vol. 16

### Cortometrajes
- 2004: The Good Girl
- 2009: Las Esposas (Handcuffs)
- 2010: Love Me Like You Hate Me (con Venus O'Hara)
- 2011: Room 33

## Libros
- 2009: Porno para mujeres
- 2010: La biblia erótica de Europa
- 2010: Love Me Like You Hate Me, con Venus O'Hara
- 2011: Shooting Sex: How to Make an Outstanding Sex Movie with Your Partner
- 2011: Six Female Voices, con Anita Pagant
- 2013: La canción de Nora (Nora's Song)
- 2014: Cómo rodar porno

## Premios
- 2005 - Barcelona International Erotic Film Festival – First Prize for Short X-Films – The Good Girl[6]
- 2007 - Barcelona International Erotic Film Festival – Best screenplay – Five Hot Stories For Her[7]
- 2007 - Eroticline Award, Berlín – Best Adult Film for Women – Five Hot Stories For Her
- 2008 - CineKink, New York  – Honorable Best Mention  – Something About Nadia (Five Hot Stories for Her)
- 2008 - Feminist Porn Award, Toronto – Movie of the Year – Five Hot Stories For Her[8]
- 2008 - Venus Awards, Berlín - Best Erotic Documentary - Barcelona Sex Project[9]
- 2009 - Feminist Porn Awards, Toronto – Honorable Mention  – Barcelona Sex Project
- 2010 - CineKink, New York – Best experimental short film – Handcuffs[10]
- 2010 - Feminist Porn Award, Toronto – Sexiest short film – Handcuffs[11]
- 2011 - Feminist Porn Award, Toronto – Movie of the Year – Life Love Lust
- 2011 - Cine Kink, New York –  Honorable Best Mention – Room 33
- 2011 - Orgazmik Awards – Best Film (Couples) – Cabaret Desire
- 2012 - Feminist Porn Awards, Toronto – Movie of the Year –  Cabaret Desire
- 2012 - Erotikos Film Festival,  Jamaica – Official Selection –  Cabaret Desire
- 2012 - Soho House, London – VIP Member’s screening – Cabaret Desire
- 2012 - Soho House, Berlín – VIP Member’s screening – Cabaret Desire
- 2012 - CineKink, New York –  Audience Choice Award – Cabaret Desire
- 2012 - Cupido Filmpris – Best Short Film – Handcuffs
- 2014 - Feminist Porn Awards, Toronto – Hottest Straight Vignette Series – XConfessions vol. 1
- 2014 - Fetisch Award, Germany, – Best Feature-Length – XConfessions vol. 1
- 2015 - Good For Her, Toronto – Feminist Porn Award – Hottest Straight Vignette – XConfessions vol. 2
- 2016 - Cinekink, New York – Cineking Awards – Best Narrative Short Films – An Appointment with my Master

## Proyecciones
| Año  | Festival                                        | Título                      |
| ---- | ----------------------------------------------- | --------------------------- |
| 2009 | Rated X Amsterdam                               | Barcelona Sex Project       |
| 2009 | Circuito Off Film Festival Venice               | Handcuffs                   |
| 2012 | Erotikos Film Festival Jamaica                  | Cabaret Desire              |
| 2014 | Berlin Porn Film Festival                       | XConfessions vol. 1         |
| 2014 | Self Serve's Pornotopia Festival New Mexico[36] | XConfessions vol. 1         |
| 2014 | Film Festival of Gender Mexico                  | XConfessions vol. 2         |
| 2014 | Only Porn Lyon                                  | XConfessions                |
| 2015 | La fête du slip Switzerland                     | XConfessions                |
| 2015 | Cinekink New York                               | The Art of Spanking         |
| 2015 | Raindance Film Festival London                  | XConfessions                |
| 2015 | Chicago International Film Festival             | XConfessions                |
| 2016 | Babylon Berlin Premiere                         | XConfessions Theatrical Cut |